# Донське (Біляєвський район)
Донське́ (рос. Донское) — село у складі Біляєвського району Оренбурзької області, Росія.

## Населення
Населення — 502 особи (2010; 546 у 2002).
Національний склад (станом на 2002 рік):
- росіяни — 61 %